# Vlag van Rhodos

Vlag van Rhodos

De vlag van Rhodos heeft een grijsblauwe achtergrond met daarop het gemeentelijke embleem uit 2018. In het embleem is het gestileerde gezicht van de god Apollo te zien en staat voor de drieduizend jaar oude geschiedenis van het eiland. Tevens staat het voor een veelbelovende toekomst. Boven de afbeelding staat de naam van de gemeente Rhodos (Grieks: Δήμος Ρόδου) in boogvorm geschreven.